# Kill the Director
Kill the Director is de eerste single van de Brits post-Punkband The Wombats. Het nummer is een hit op MySpace met meer dan 125.000 plays. 
Tijdens een interview op BBC Radio 1 legde de band uit dat het nummer gebaseerd was op de film The Holiday. In de tekst zit de zin: "This is no Bridget Jones". Maar het schrijven van dit nummer was zeker niet als compliment bedoeld. Sterker nog: ze hadden een hekel aan de film.